# Harald Gimpel
Harald Gimpel (Wallendorf (Luppe), 6 settembre 1951) è un ex canoista tedesco.

## Palmarès

### Olimpiadi
- 1 medaglia:
  - 1 bronzo (Monaco di Baviera 1972 nel K-1)

### Mondiali
- 2 medaglie:
  - 2 bronzi (Skopje 1975 nel K-1; Skopje 1975 nel K-1 a squadre)